# Hilde Hawlicek
Hilde Hawlicek, née le 14 avril 1942 à Vienne, est une femme politique autrichienne.

## Biographie
Membre du Parti social-démocrate d'Autriche, elle siège au Conseil fédéral de 1971 à 1976, au Conseil national de 1976 à 1987 et de 1990 à 1995 et au Parlement européen de 1995 à 1999.
Elle est de 1987 à 1990 ministre de l'Enseignement, des Arts et des Sports au sein du gouvernement Vranitzky II.
De 1979 à 1987 et de 1990 to 1995, elle est membre de l'Assemblée parlementaire du Conseil de l'Europe.